# Whatsername
«Whatsername» (que en español se traduciría por como se llame) es la decimotercera canción del álbum American Idiot de la banda Green Day y da fin a la historia de "Jesus of Suburbia".

## Historia de Jesús
Después de recuperar su vida en Jingletown, el 1 de enero, Jesús cree encontrarse en la calle con Whatsername, pero luego reacciona y se da cuenta de que solo fue un sueño (Thought I ran into you down on the street, then it turned out to only be a dream). Jesús, al saber que no la volverá a ver, decide borrar de su mente a Whatsername, destruyendo todas sus fotografías con ella y armar su propio camino en la vida (I made a point to burn all of the photographs, she went away and then I took a different path, I remember the face but I can't recall the name, now I wonder how whatsername has been). Él confiesa que ella aún sigue en su cabeza (The regrets are useless in my mind, she's in my head I must confess). Al final, Jesús se propone olvidarla, aunque en el fondo él sabe que no lo logrará (I'll never turn back time, forgetting you, but not the time). El cantante y guitarrista Billie Joe Armstrong expresó que es una experiencia real, ya que conoció a una chica a la cual ya no volvió a ver.

## Presentaciones en vivo
Whatsername fue interpretada durante la gira promocional de American Idiot solamente en los shows donde era tocado el disco entero, sin embargo, no formaba parte del setlist de la gira oficial. Se estrenó por primera vez en vivo el día 16 de septiembre de 2004 en Music Box at the Fonda, Hollywood, mismo día que se estrenaban casi todas las canciones que formarían parte de American Idiot (a excepción de American Idiot, Jesus of Suburbia y Holiday, previamente estrenadas en vivo. Durante la etapa por Sudamérica del 21st Century Breakdown World Tour, Billie Joe Armstrong interpretaba la canción en su totalidad de manera acústica.

## Versiones
- La versión original que aparece en el disco American Idiot.[2]
- La versión del musical American Idiot que aparece en el disco American Idiot: The Original Broadway Cast Recording interpretada por los miembros del cast.[3]